# Neurochorema pilosum
Neurochorema pilosum là một loài Trichoptera trong họ Hydrobiosidae. Chúng phân bố ở miền Australasia.